# Milčo Mančevski
Milčo Mančevski (Szkopje, 1959. október 18. – ) macedón filmrendező, fotográfus.

## Munkássága
Eső előtt című filmjét Oscar-díjra jelölték, és a The New York Times beválogatta Guide to the Best 1,000 Films Ever Made (Minden idők legjobb 1000 filmje) listájába. További filmjei Dust, Árnyékok, Anyák, Bikini Moon és Fűzfa. Ez utóbbi a legjobb rendezés díját nyerte a 2020-as Raindance Filmfesztiválon.
Négy fotókiállítás, több irodalmi mű, esszékötet alkotója, performanszművész. Filmjei több mint 350-szor szerepeltek fesztiválokon (Velence, Berlin, Toronto, São Paulo, Isztambul, Tokió, Jeruzsálem, Hongkong, Stockholm, stb.), és több mint 50 országban forgalmazták őket. 

## Filmjei

### Játékfilmek
| Év   | Film        | Rendező | Forgatókönyvíró | Producer | Díjak / Megjegyzés                                       |
| ---- | ----------- | ------- | --------------- | -------- | -------------------------------------------------------- |
| 1994 | Eső előtt   | Igen    | Igen            | Nem      | Arany Oroszlán díj a Velencei Nemzetközi Filmfesztiválon |
| 2001 | Dust        | Igen    | Igen            | Nem      |                                                          |
| 2007 | Árnyékok    | Igen    | Igen            | Igen     |                                                          |
| 2010 | Anyák       | Igen    | Igen            | Igen     |                                                          |
| 2017 | Bikini Moon | Igen    | Igen            | Igen     | Fantasporto rendezői hét: a zsüri különdíja              |
| 2019 | Fűzfa       | Igen    | Igen            | Igen     | Raindance: legjobb rendező, Cinequest: legjobb játékfilm |

### Rövidfilmek
- The End of Time (2017)
- Thursday (2013)
- Buddies: Race – Skopsko for Us (2015)
- Buddies: Filip – Skopsko for Us (2015)
- Buddies: Green Car – Skopsko for Us (2015)
- Macedonia Timeless: Mountains (2008)
- Macedonia Timeless: Temples (2008)
- Macedonia Timeless: Archaeology (2008)

### Televízió
- The Wire ("Game Day") (2002)[5]

### Zenei videók
- Kiril Dzajkovski – Red Safari (2019)
- Kiril Dzajkovski – Dawn (2019)
- Krte Rodzevski – Eh Ljubov (2019)
- Nina Spirova – Eden baknez (2007)
- Kiril Dzajkovski – Jungle Shadow (2007)
- Kiril Dzajkovski – Primitive Science (2001)
- Kiril Dzajkovski – The Dead Are Waiting (2001)
- Kiril Dzajkovski – Brothel Tango (2001)
- Roachford – This Generation (1994)
- Arno Hintjens – Vive ma liberte (1993)
- George Lamond – Baby I believe in You (1992)
- Sonia Dada – You Ain't Thinking (About Me) (1992)
- School of Hard Knocks – A Dirty Cop Named Harry (1992)
- Arrested Development – Tennessee (1991)[11]
- Riff – If You're Serious (1991)
- Deskee – Kid Get Hyped (1991)
- Partners in Kryme – Undercover (1990)
- Bastion – Hot Day in Mexico (1985)
- Leb i sol – Aber dojde, Donke (1983)

## Kiállítások
- „There”, 2020
- „Dreaming a Wu Yan Poem”, 2017
- „Five Drops of Dream”,  2010
- „Street”, 1999

## Fordítás
- Ez a szócikk részben vagy egészben  a   Milcho Manchevski című angol Wikipédia-szócikk ezen változatának fordításán alapul.  Az eredeti cikk szerkesztőit annak laptörténete sorolja fel. Ez a jelzés csupán a megfogalmazás eredetét és a szerzői jogokat jelzi, nem szolgál a cikkben szereplő információk forrásmegjelöléseként.